# Björsäters distrikt, Västergötland
Björsäters distrikt är ett distrikt i Mariestads kommun och Västra Götalands län. 
Distriktet ligger vid Vänern, sydväst om Mariestad. 

## Tidigare administrativ tillhörighet
Distriktet inrättades 2016 och utgörs av socknen Björsäter i Mariestads kommun.
Området motsvarar den omfattning Björsäters församling hade 1999/2000.